# 常勝客
常勝客，是日本純種競賽馬匹。生涯活躍於泥地賽事，曾勝出打吡大獎賽、川崎紀念及日本育馬場盃經典賽。

## 出賽前
1997年6月16日出生於北海道新冠町高瀨牧場，成長途中被馬主公司North Hills Management購入。
其後交由栗東訓練中心練馬師山本正司訓練。

## 競賽生涯

### 4歲（現3歲）
2000年2月5日出戰京都競馬場4歲新馬戰，比賽初段搶佔位置領放，於直路上繼續加速並轟出全長最快末腳速度，最終拉開第二名賽駒2.9秒大差優勢取得首勝。
其後嘗試轉戰草地賽事，然而於雅靈頓盃及雪柳賞中分別以第十二及第九大敗。
於草地未能做出突破下回歸泥地賽事，並於沈丁花賞及端午錦標中以優秀的表現取得連勝。
5月21日繼續挑戰公開賽昇龍錦標，採取前置戰術下在直路未能穩定地維持速度而以第五落敗，6月出戰地方三級賽名古屋優駿亦因同樣原因僅跑獲第六。
休養一段時間過後於麒麟錦標復出，維持於領放馬後方的第二位置下在直路嘗試加速突圍，但被對手壓制下以第五落敗。
10月14日出戰公開賽危宿三錦標，比賽初段以絕佳的反應上前領放，但在直路中段經已被加速的A.Kyu Guts趕過，最終被對手以3馬位差距擊敗得第二。
11月3日挑戰地方一級賽打吡大獎賽，賽前落後Meiner Brian、Meiner Combat及Mitsuaki Silence取得第四人氣。比賽開始後，其迅速進佔前方位置穩步推進，於比賽途中一直和後方馬群維持距離。進入直路後，其仍然可以於前方位置維持速度衝刺，最終不斷拉開後方下再度以2.1秒的大差優勢率先衝線，取得首個一級賽冠軍。
3個星期後出戰日本盃泥地大賽挑戰年長馬匹，然而經歷密集的賽程後未能於最前方堅守位置，最終大幅失速下以第十大敗。
年末休整過後前往地方出戰東京大賞典，本次比賽其一直維持於第二的先頭位置，於最後彎道待領放馬Yellow Power力弱後隨即上前。進入直路後，其於內檔位置展步加速，但最終仍然未能阻止外檔忠心好友的攻勢，以1 1/2馬位差距敗於對手取得第二。

### 4歲[a]
2001年以川崎紀念作為首戰，比賽初段繼續以前置戰術展開推進，於直路上繼續加速下於內檔位置成功建立優勢，最終亦能抵擋忠心好友的衝刺，以復仇姿態取得第二個分級賽冠軍，同時以2分12.9秒的完賽時間打破紀錄。
其後陣營安排其遠征阿聯酋的杜拜世界盃，然而在直路上未能維持走勢逐漸力弱，最終以第九的戰績完賽。
回國休養過後於海岸錦標復出，但在直路上被其他賽駒超越下以第三落敗。
8月16日出戰育馬者金盃，比賽初段繼續前方位置推進下於直路再度被其他對手壓制，取得第三的戰績。
10月31日出戰本年度新設立的日本育馬場盃經典賽，比賽初段維持於第二的位置以前置戰術推進，在對面直路中段加速上前，超越領放馬搶佔先機。進入直路後，其繼續維持走勢以堅守位置，在直路上成功抵擋Makiba Sniper施加的壓力，以頸位優勢勝出賽事。
11月下旬再度挑戰日本盃泥地大賽，然而於第三、四彎道經已失速下在直路衝勢全無，最終以第十四大敗。
賽後，其進入長期休養，直接跳過5歲生涯。

### 6歲
2003年1月於平安錦標復出，但未能跑出表現下僅以第七完賽。
其後繼續挑戰各項賽事，但均未有優秀的表現。
於6月22日的大沼錦標取得第八後，陣營決定安排其退役。

### 詳細賽績
| 日期       | 舉辦國家 | 馬場   | 距離   | 級別     | 賽事名稱           | 負重 | 騎師     | 馬號 | 出馬 | 名次 | 時間   | 頭馬（二馬）         |
| ---------- | -------- | ------ | ------ | -------- | ------------------ | ---- | -------- | ---- | ---- | ---- | ------ | -------------------- |
| 5/2/2000   | 日本     | 京都   | 泥1800 |          | 4歳新馬            | 55   | 松永幹夫 | 5    | 8    | 1    | 1:54.3 | （Ragione）          |
| 26/2/2000  | 日本     | 阪神   | 草1600 | GIII     | 雅靈頓盃           | 55   | 松永幹夫 | 10   | 12   | 12   | 1:37.4 | 榮進寶蹄             |
| 11/3/2000  | 日本     | 阪神   | 草2000 |          | 雪柳賞             | 55   | 松永幹夫 | 3    | 14   | 9    | 2:02.9 | Tanino Sol Cubano    |
| 26/3/2000  | 日本     | 中京   | 泥1700 |          | 沈丁花賞           | 55   | 吉田豐   | 7    | 16   | 1    | 1:47.7 | （Townsman）         |
| 30/4/2000  | 日本     | 京都   | 泥1800 | OP       | 端午錦標           | 55   | 松永幹夫 | 6    | 14   | 1    | 1:51.8 | （Meiden Masamune）  |
| 21/5/2000  | 日本     | 中京   | 泥1700 | OP       | 昇龍錦標           | 55   | 福永祐一 | 16   | 16   | 5    | 1:46.9 | My Masterpiece       |
| 14/6/2000  | 日本     | 名古屋 | 泥1900 | 地方GIII | 名古屋優駿         | 55   | 松永幹夫 | 6    | 12   | 6    | 2:02.1 | 愛麗數碼             |
| 30/9/2000  | 日本     | 中山   | 泥1800 | GIII     | 麒麟錦標           | 56   | 松永幹夫 | 12   | 16   | 5    | 1:51.8 | 愛麗數碼             |
| 14/10/2000 | 日本     | 京都   | 泥1800 | OP       | 危宿三錦標         | 54   | 松永幹夫 | 2    | 11   | 2    | 1:49.9 | A.Kyu Guts           |
| 3/11/2000  | 日本     | 盛岡   | 泥2000 | 地方GI   | 打吡大獎賽         | 56   | 松永幹夫 | 14   | 14   | 1    | 2:05.0 | （Mitsuaki Silence） |
| 25/11/2000 | 日本     | 東京   | 泥2100 | GI       | 日本盃泥地大賽     | 55   | 松永幹夫 | 13   | 15   | 10   | 2:09.7 | 飛箭                 |
| 29/12/2000 | 日本     | 大井   | 泥2000 | 地方GI   | 東京大賞典         | 55   | 松永幹夫 | 8    | 16   | 2    | 2:05.2 | 忠心好友             |
| 26/1/2001  | 日本     | 川崎   | 泥2100 | 地方GI   | 川崎紀念           | 55   | 松永幹夫 | 10   | 11   | 1    | 2:12.9 | （忠心好友）         |
| 24/3/2001  | 阿聯酋   | 詩柏   | 泥2000 | GI       | 杜拜世界盃         | 55   | 松永幹夫 | 10   | 10   | 9    | 2:02.8 | 施隊長               |
| 28/7/2001  | 日本     | 函館   | 泥1700 | OP       | 海岸錦標           | 59   | 松永幹夫 | 4    | 11   | 3    | 1:44.8 | Engel Grosse         |
| 16/8/2001  | 日本     | 旭川   | 泥2300 | 地方GII  | 育馬者金盃         | 58   | 松永幹夫 | 3    | 10   | 3    | 2:30.3 | 飛箭                 |
| 31/10/2001 | 日本     | 大井   | 泥2000 | 地方GI   | 日本育馬場盃經典賽 | 57   | 松永幹夫 | 4    | 15   | 1    | 2:05.2 | （Makiba Sniper）    |
| 24/11/2001 | 日本     | 東京   | 泥2100 | GI       | 日本盃泥地大賽     | 57   | 松永幹夫 | 15   | 16   | 14   | 2:11.1 | 大洋船               |
| 26/1/2023  | 日本     | 京都   | 泥1800 | GIII     | 平安錦標           | 59   | 松永幹夫 | 14   | 15   | 7    | 1:51.1 | Smart Boy            |
| 23/2/2003  | 日本     | 中山   | 泥1800 | GI       | 二月錦標           | 57   | 松永幹夫 | 11   | 16   | 15   | 1:55.4 | 黃金魅力             |
| 30/3/2003  | 日本     | 中山   | 泥1800 | GIII     | 三月錦標           | 59.5 | 横山典弘 | 3    | 16   | 16   | 1:57.3 | Smart Boy            |
| 19/4/2003  | 日本     | 阪神   | 草1600 | GII      | 讀賣盃             | 58   | 石橋守   | 1    | 13   | 11   | 1:34.3 | 天鵝騎士             |
| 12/6/2003  | 日本     | 札幌   | 泥1000 | 地方GIII | 北海道短途盃       | 59   | 松永幹夫 | 2    | 11   | 6    | 1:01.4 | South Vigorous       |
| 22/6/2003  | 日本     | 函館   | 泥1700 | OP       | 大沼錦標           | 59   | 松永幹夫 | 4    | 8    | 8    | 1:50.4 | Brilliant Road       |

a 由2001年開始，日本跟隨國際馬齡顯示標準，以實歲標記馬匹

## 退役後
退役後，常勝客成為了配種馬，於北海道新冠町優駿Stallion Station休養，在2004年進行配種。首批子嗣於2005年出生。首批子嗣可於2007年出賽。
2008年12月16日，其被轉移至青森縣八戶市山內牧場，繼續進行配種工作。
2012年，其由於腰部受傷而由配種馬退役，繼續於牧場內進行養老生活。
2017年7月11日，其於牧場內死亡，享年20歲。

## 血統簡介
父系總司令為英國賽駒，生涯戰績優秀，曾勝出葉森打吡及愛爾蘭打吡。祖父勇舞爲美國生產的英國賽駒，生涯僅得一敗，曾於1986年奪得凱旋門大賽冠軍，被譽爲1980年代歐洲最強賽駒。
母系Sister Sono為日本賽駒，僅勝出條件戰級別的賽事。祖父Nasr El Arab為美國生產的法國及美國賽駒，生涯戰績優秀，曾勝出一級賽橡樹邀請讓賽、查列頓布格讓賽、斯托比錦標及聖胡安卡皮斯特拉諾邀請讓賽。

### 血統表
| 父線：利法爾系（北地舞人系）          |                                   |                 |                |
| 種馬 總司令 1990年（棗色）            | 勇舞 1983年（棗色）               | 利法爾          | 北地舞人       |
| 種馬 總司令 1990年（棗色）            | 勇舞 1983年（棗色）               | 利法爾          | Goofed         |
| 種馬 總司令 1990年（棗色）            | 勇舞 1983年（棗色）               | Navajo Princess | Drone          |
| 種馬 總司令 1990年（棗色）            | 勇舞 1983年（棗色）               | Navajo Princess | Olmec          |
| 種馬 總司令 1990年（棗色）            | Slightly Dangerous 1979年（棗色） | 雷弼圖          | Hail to Reason |
| 種馬 總司令 1990年（棗色）            | Slightly Dangerous 1979年（棗色） | 雷弼圖          | Bramalea       |
| 種馬 總司令 1990年（棗色）            | Slightly Dangerous 1979年（棗色） | Where You Lead  | Raise a Native |
| 種馬 總司令 1990年（棗色）            | Slightly Dangerous 1979年（棗色） | Where You Lead  | Noblesse       |
| 繁殖雌馬 Sister Sono 1991年（深棗色） | Nasr El Arab 1985年（棗色）       | Al Nasr         | 利法爾         |
| 繁殖雌馬 Sister Sono 1991年（深棗色） | Nasr El Arab 1985年（棗色）       | Al Nasr         | Caretta        |
| 繁殖雌馬 Sister Sono 1991年（深棗色） | Nasr El Arab 1985年（棗色）       | Coral Dancer    | 翠綠舞人       |
| 繁殖雌馬 Sister Sono 1991年（深棗色） | Nasr El Arab 1985年（棗色）       | Coral Dancer    | Carvinia       |
| 繁殖雌馬 Sister Sono 1991年（深棗色） | Rosita 1986年（棗色）             | Mill George     | 水車礁石       |
| 繁殖雌馬 Sister Sono 1991年（深棗色） | Rosita 1986年（棗色）             | Mill George     | Miss Charisma  |
| 繁殖雌馬 Sister Sono 1991年（深棗色） | Rosita 1986年（棗色）             | Mellow Madang   | Madang         |
| 繁殖雌馬 Sister Sono 1991年（深棗色） | Rosita 1986年（棗色）             | Mellow Madang   | Speed Kiyofuji |
| 雌系：號族：4-m                       |                                   |                 |                |
| 五代內近親交配：利法爾 3×4            |                                   |                 |                |

## 命名由來
名字Regular Member（レギュラーメンバー）意思為「常駐成員」，香港則加以聯想，翻譯為「常勝客」。

## 外部連結
- 常勝客 netkeiba.com
- 血統表